# 孙何
孫何（961年—1004年），字漢公，蔡州汝陽縣（今汝南县）人。
荊門知軍孫鏞長子。生於宋太祖建隆二年（961年），十歲知音韻，十五能寫文章。淳化三年（992年），三元及第。王禹偁十分賞識他，说：“丁谓和孙何，可白衣修撰。”。累迁两浙转运使，駐節杭州。柳永欲見孫何，乃作《望海潮》詞。真宗景德元年（1004年）卒于官。著有《两晋名臣赞》、《春秋意》、《尊儒教议》、《驳史通》。

## 延伸阅读
[在维基数据编辑]
 《宋史·卷306》，出自脱脱《宋史》